# Brian Walton (Theologe)

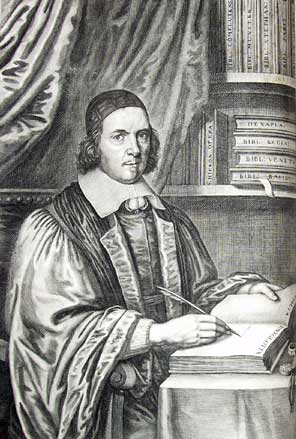
Brian Walton (1657)

Brian Walton (* um 1600 in Cleveland, (Yorkshire); † 29. November 1661 in London) war ein britischer Theologe, Orientalist, Bischof von Chester und Herausgeber der Londoner Polyglotte.

## Leben
Walton nahm im Jahr 1614 zunächst sein Studium am Magdalene College in Cambridge auf. 1618 wechselte er an das Peterhouse College in Cambridge, wo er 1623 zum Priester geweiht wurde. Ebenfalls im Jahr 1623 wurde er Magister Artium, 1639 erhielt er die Promotion.
Von 1654 bis 1657 arbeitete er als Herausgeber an der Biblia Sacra Polyglotta (auch „Londoner Polyglotte“ genannt), einer Synopse in sechs Bänden auf Subskriptionsbasis. Das Werk beinhaltet Bibeltexte in insgesamt neun Sprachen: Fassungen in den Originalsprachen Hebräisch (und „Samaritanisch“), Aramäisch („Chaldäisch“) und Griechisch sowie alte Fassungen in Übersetzung in den Sprachen „Samaritanisch“, Griechisch, Aramäisch sowie Syrisch, Arabisch, Altäthiopisch, Persisch und Latein. Die Polyglotte entstand unter Mitwirkung der Autoren James Ussher, John Lightfoot, Edward Pococke, Edmund Castell, Abraham Wheelocke, Patrick Young, Thomas Hyde und Thomas Greaves.

## Werke
- Biblia Sacra polyglotta, complectentia textus originales, Hebraicum, cum Pentateucho Samaritano, Chaldaicum, Graecum. Versionumque antiquarum, Samaritanae, Graecae LXXII Interp.[,] Chaldaicae, Syriacae, Arabicae, Aethiophicae, Persicae, Vulg. Lat. Quicquid comparari poterat. Cum textuum, & versionum Orientalium translationibus Latinis. [...] Cum apparatu, appendicibus tabulis, variis lectionibus, annotationibus, indicibus, &c. Opus totum in sex tomos tributum. Edidit Brianus VValtonus, S. T. D. London 1657 [= 1654–58] (Digitalisate der BnF: Bd. 1, Bd. 2 und Bd. 2 (Liber Esther) Bd. 3, Bd. 4, Bd. 5, Bd. 6) – Nachdruck der Akademischen Druck- u. Verlagsanstalt, Graz 1986, ISBN 3-201-00073-6.